# Ford Sierra
Der Ford Sierra (Projektname „Toni“) ist ein Pkw-Modell des Automobilherstellers Ford. Das Mittelklassefahrzeug war der Nachfolger des Ford Taunus in Deutschland und des Ford Cortina in England. Zwischen Sommer 1982 und Frühjahr 1993 wurden insgesamt 2.700.500 Exemplare in Deutschland, Belgien, Großbritannien, Südafrika, Venezuela, Argentinien und Neuseeland in zwei Modellreihen produziert.
Bei seiner Präsentation am 30. September 1982 auf dem Pariser Salon sorgten die strömungsgünstige, rundliche Form mit einem Strömungswiderstandskoeffizienten (cw) von 0,34 und das Schrägheck (auch „Aero-Heck“ genannt) für großes Aufsehen. Der Designer Uwe Bahnsen hatte den Wagen gestaltet. Motoren und Getriebe wurden mit geringen Modifikationen von den Vorgängermodellen übernommen. Die wie bei den Vorgängern angetriebenen Hinterräder waren nun allerdings einzeln an Schräglenkern aufgehängt. Nicht neu war die Aufhängung der Vorderräder an MacPherson-Federbeinen mit Querlenkern. Sie hatte es bei Cortina und Taunus schon in den 1960er Jahren gegeben und war bei den Nachfolgemodellen 1970 durch eine Doppelquerlenkerachse ersetzt worden.

## Modellbezeichnung
Die Modellbezeichnung Sierra lehnt sich an das spanische Wort Sierra an, das für Gebirgskette steht. Anders als der vor allem in Kontinentaleuropa bis dahin verwendete Begriff Taunus ist Sierra in vielen Sprachen leicht auszusprechen.
Die Rechte an der Nutzung des Begriffs hatte Ford 1982 von dem Schweizer Automobilhersteller Peter Monteverdi erworben, der ihn bis dahin für die in Kleinstserie produzierte Luxuslimousine Monteverdi Sierra verwendet hatte. Verschiedenen Pressemeldungen zufolge erhielt Peter Monteverdi dafür eine Vergütung in Höhe von 5 Schweizer Franken für jeden verkauften Ford Sierra.
Eine weitere Kontroverse ergab sich mit dem britischen Kit-Car-Hersteller Dutton Cars, der seit 1980 Bausätze für einen als Dutton Sierra bezeichneten SUV vertrieb. Ford versuchte, Dutton die Nutzung des Namens gerichtlich untersagen zu lassen, blieb aber ohne Erfolg, weil das Gericht der Auffassung war, dass Fords Nutzungsrecht auf Komplettfahrzeuge beschränkt sei und sich nicht auch auf Bausätze, die etwas gänzlich anderes seien, erstrecke.

## Sierra ’82 (1982–1986)
Anfangs war nur die fünftürige Schräghecklimousine im Angebot. Im Dezember 1982 folgte der Kombi Turnier (bzw. Traveller). Für den Sierra standen in Deutschland zunächst sechs Motoren (Otto- und Dieselmotoren von 1,6 bis 2,3 Liter Hubraum) und vier Ausstattungslinien zur Wahl (Sierra, Sierra L, Sierra GL und Sierra Ghia). Um den Dieselmotor unterbringen zu können, wurde diese Variante mit einem Buckel am Motorraumdeckel versehen.
Auf dem Genfer Salon stellte Ford im März 1983 den sportlichen und ausschließlich dreitürigen Sierra XR4i vor. Sein Motor hatte 2,8 Liter Hubraum und leistete 118 kW (160 PS), die Leistung wurde aber durch die Abgasanlage auf 110 kW (150 PS) beschränkt. Grund dafür war die zur damaligen Zeit übliche Berechnung des Versicherungsbeitrages, wobei der Höchstsatz für Fahrzeuge mit einer Leistung von mehr als 150 PS anfiel.
Im August 1983 wurde die Palette um eine dreitürige Schrägheckversion erweitert, da zu dieser Zeit Mittelklasselimousinen mit zwei Türen noch mehr verkauft wurden. Allerdings waren für den Sierra „Coupé“ (wie er inoffiziell bezeichnet wurde) nur 1,6-Liter- oder 2,0-Liter-Vierzylinder-Ottomotoren und der 2,3-Liter-Dieselmotor in der Grundausstattung und als L verfügbar.
Als neue und zudem günstigste Variante wurde im April 1984 der Sierra Laser mit der Motorauswahl des Sierra L eingeführt. Er war drei- oder fünftürig mit Schrägheck oder als Kombi erhältlich. Ab Oktober 1984 gab es einen neuen 1,6-Liter-Motor mit Weber-Registervergaser, wobei die maximale Leistung etwa gleich blieb, der Verbrauch hingegen sank und die Beschleunigung etwas verbessert wurde.
Im März 1985 erhielten alle Modelle die größeren Scheinwerfer und die geschlossene Front (außer Laser und Diesel), die vorher nur dem Ghia und dem XR4i vorbehalten waren. Gleichzeitig wurde auf dem Genfer Salon der Sierra RS Cosworth gezeigt. Außerdem kam der ebenfalls sportlich angehauchte Sierra 2,0 i S hinzu, dessen Motor 85 kW (115 PS) leistete. Sein Fahrwerk entstammte dem XR4i. Auch dieser war als Drei- und Fünftürer zu haben. Das nun doch sehr karge Basismodell entfiel, dessen Position der überarbeitete Sierra Laser übernahm.
Im September 1985 kam ein allradgetriebenes Modell als Sierra XR4×4 auf den Markt, der die Rolle des XR4i als sportliche Variante in der Palette übernahm, im Gegensatz zu diesem aber nur fünftürig und ab Anfang 1986 auch als Turnier produziert wurde.
Ebenfalls Anfang 1986 begann die Serienfertigung der Cosworth-Modelle. Deren 2,0-Liter-Motor von Cosworth war mit einem Turbolader versehen, der die Leistung auf 150 kW (204 PS) anhob. Vom Sierra Cosworth der ersten Serie wurden 5545 Fahrzeuge produziert, davon wurden 500 zum Evolutions-Modell Sierra RS500 umgebaut. Diese Fahrzeuge waren mit einem größeren Turbolader und einem verstärkten Motorblock ausgestattet. Diese 500 Fahrzeuge wurden bei Tickford entsprechend umgebaut und waren nur als Rechtslenker erhältlich. Original erhaltene Sierra Cosworth mit geringer Laufleistung erzielen heute hohe Höchstpreise, vor allem für einen der seltenen RS500 werden zum Teil Preise von mehreren hunderttausend Euro erzielt.
Im Dezember 1986 beendete Ford die Produktion des Sierra ’82. Die nachträglich umgebauten RS500 wurden noch bis Ende 1987 verkauft.

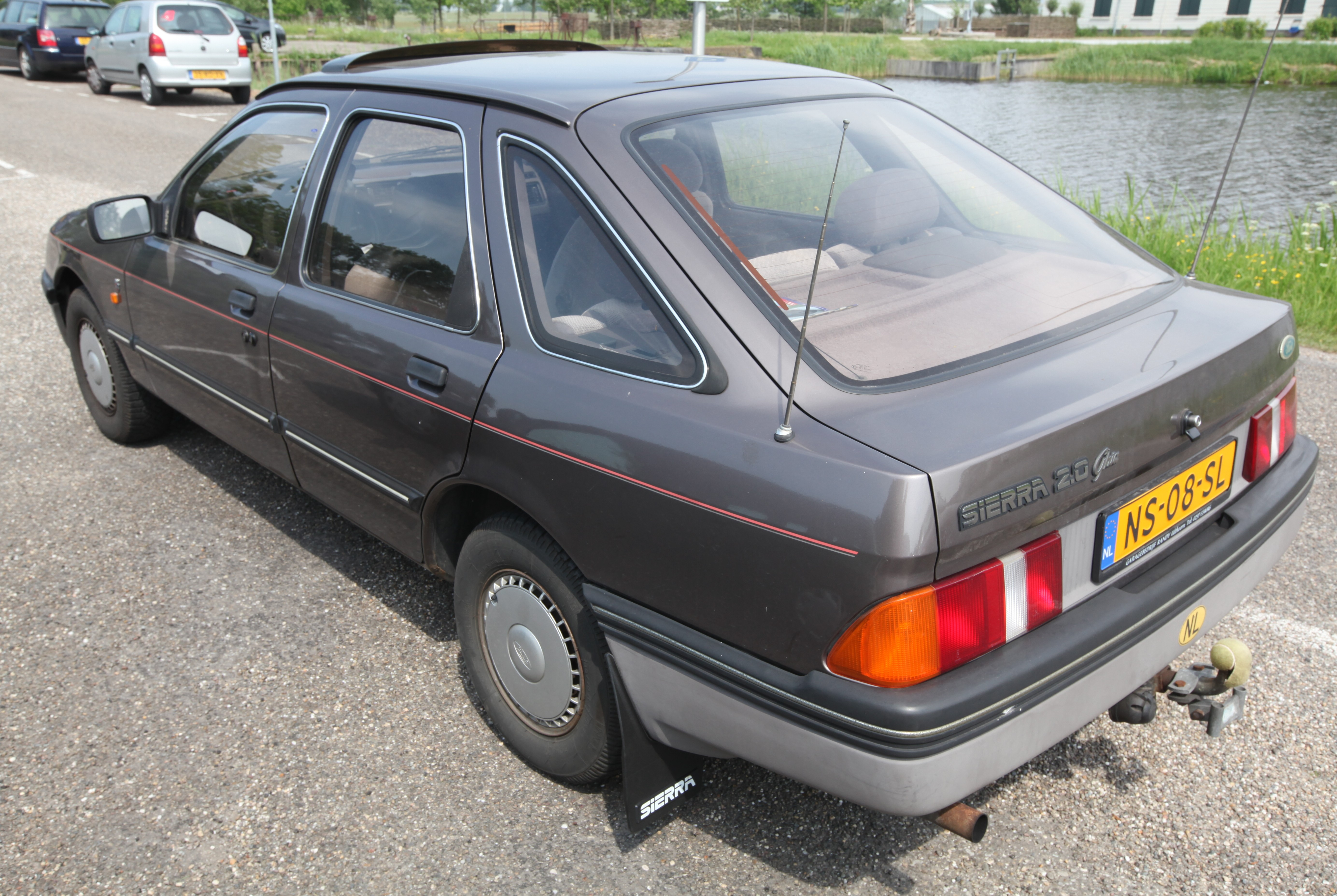
Heckansicht
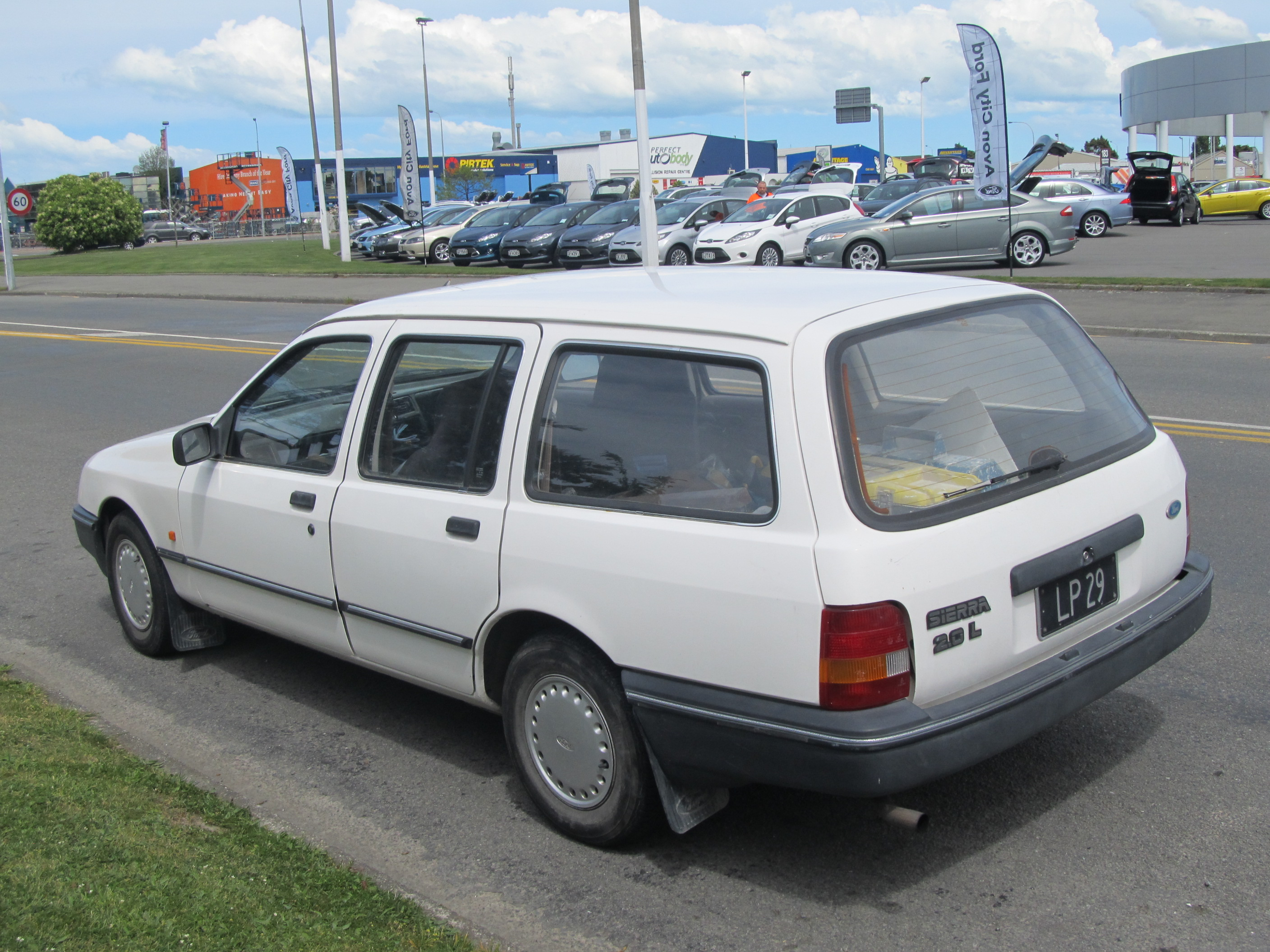
Ford Sierra Turnier (1982–1986)
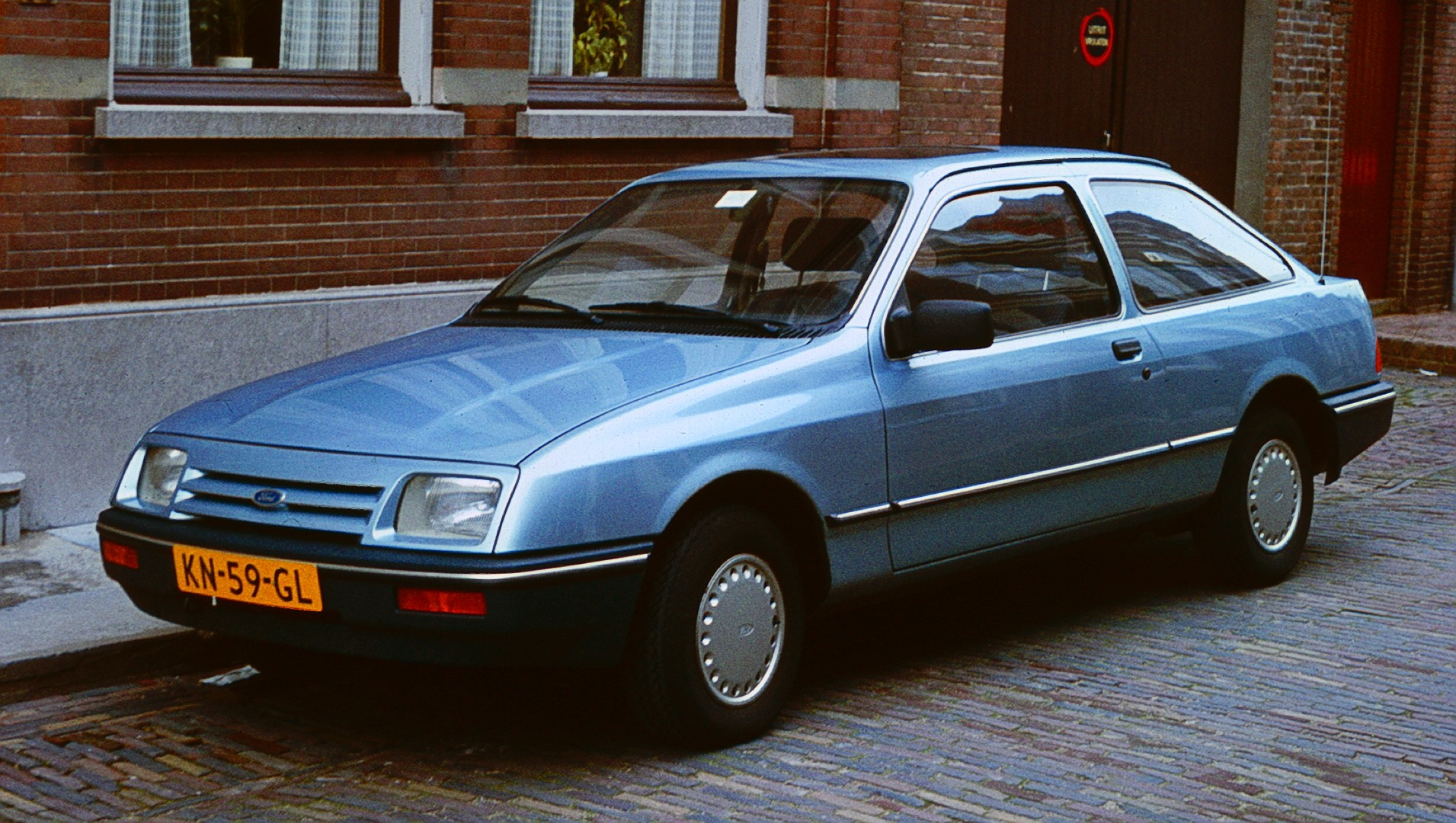
Ford Sierra Dreitürer (1983–1986)
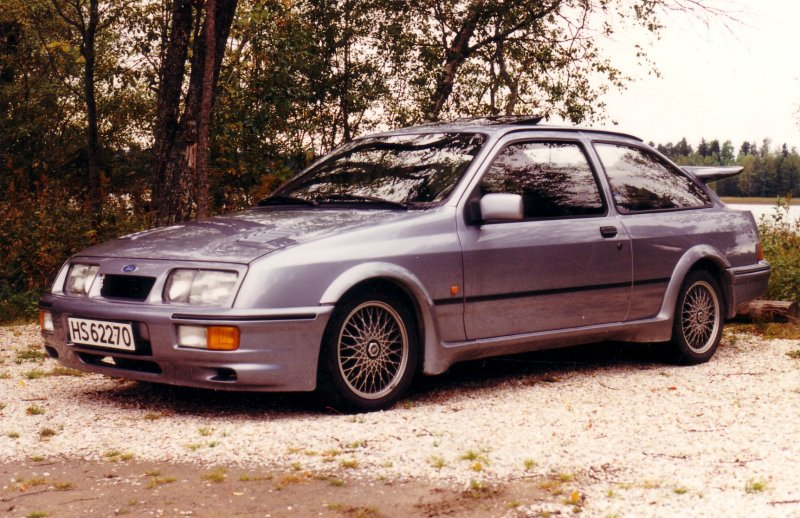
Ford Sierra RS Cosworth (1986–1987)
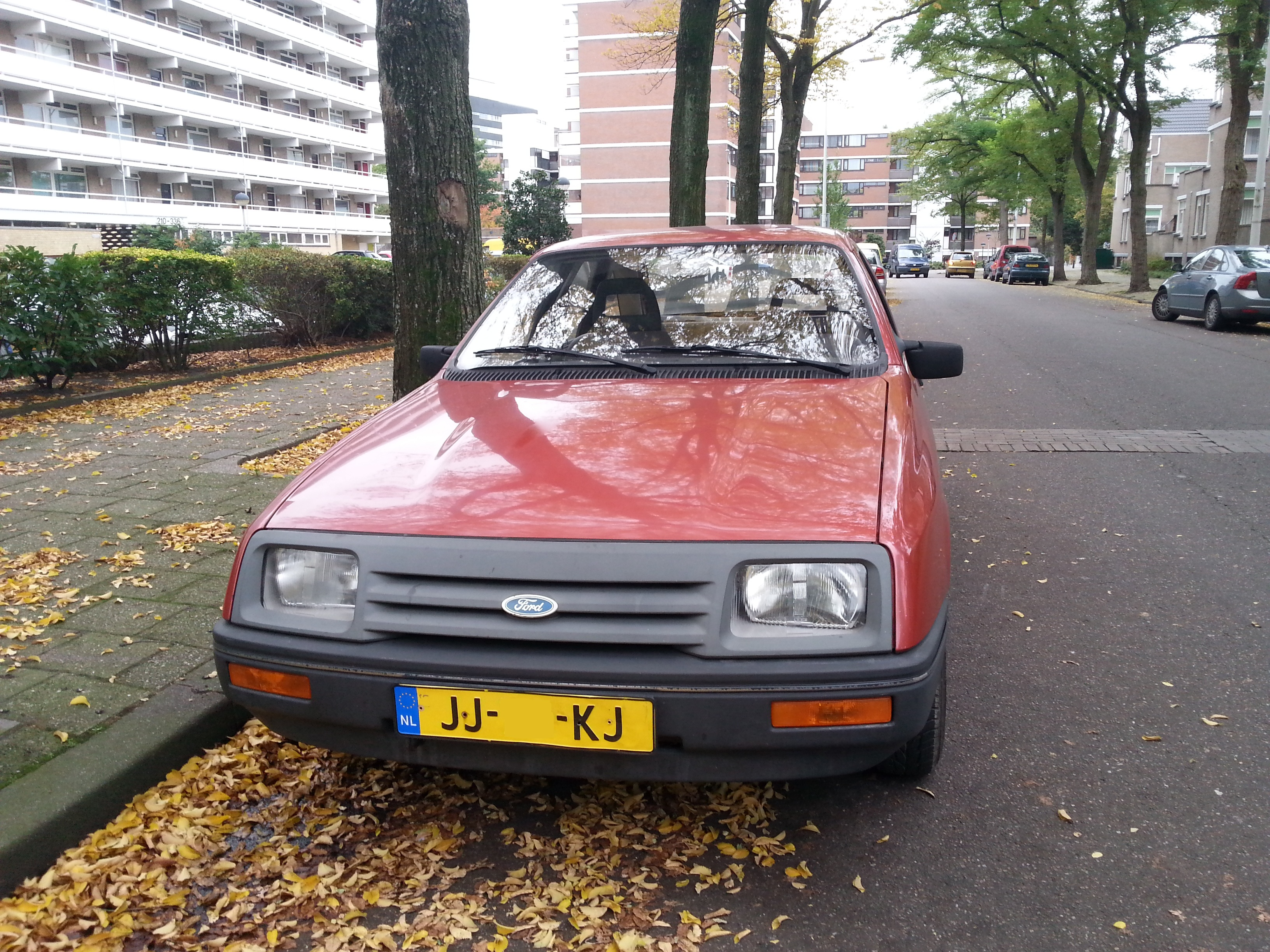
Basisversion mit unlackiertem Kühlergrill (1982–1986)

## Sierra ’87 (1987–1990)
Im Januar 1987 wurde der Sierra an Front und Heck (außer beim Turnier) erneuert und im Stil des Scorpio ’85 gestaltet. Die Motorhaube wurde tiefer heruntergezogen. Auch im Innenraum gab es Änderungen, beispielsweise neue Türverkleidungen. Zusätzlich ergänzte Ford die Baureihe um eine Limousine mit Stufenheck. Die Ausstattungen hießen nun CL, GL, Ghia, S und XR4×4. Ein elektronisches Antiblockiersystem war auf Wunsch erhältlich.
Im Februar 1988 kam ein neuer Sierra RS Cosworth auf Basis der neuen Generation auf den Markt, der in der Straßenversion weiterhin mit dem Cosworth-YB-Turbomotor und 150 kW (204 PS) versehen war.
Ab April 1988 wurde der Verkauf mit dem Sondermodell Finesse mit serienmäßigem Fünfgang-Schaltgetriebe angekurbelt. Aus dem Sondermodell wurde später die LX-Ausstattung abgeleitet. Zudem löste der neue 2,9i mit 107 kW (145 PS) den überholten (sogenannten Ford Köln-Motor) 2,8-l-V6 aus dem XR4i und XR4×4 ab. Ein 1,8-l-Turbodieselmotor mit 1753 cm³ und 55 kW (75 PS) war ab Oktober 1988 im Vereinigten Königreich und anderen kleinen europäischen Ländern erhältlich.
Ab Mitte 1989 wurde ein neu entwickelter 2,0-l-DOHC-8-Ventil-Motor sowohl im Scorpio als auch im Sierra verwendet. Er war für die Ausstattungslinien LX, GL und Ghia erhältlich.
Für die Absatzmärkte D-A-CH wurde primär die Variante mit elektronischer Benzineinspritzung und geregeltem Katalysator mit 88 kW (120 PS) angeboten. In anderen Märkten gab es den DOHC-Motor auch mit ungeregeltem Katalysator oder sogar ohne. Diese Motoren waren zum Teil mit Registervergasern ausgestattet und leisteten zwischen 77 kW (105 PS) und 90 kW (122 PS). Der 2,0-l-OHC-Motor blieb weiterhin im Programm und war deutlich günstiger zu haben. Er bot mit Lambda-Regelung und Katalysator jedoch nur noch 74 kW (100 PS) Leistung statt der vorigen 85 kW (115 PS).
Für den DOHC und den V6 wurde das ebenfalls neu entwickelte Getriebe MT75 eingeführt, bei dem auch der Rückwärtsgang synchronisiert ist. Es ist durch ein anderes Schaltschema (Rückwärtsgang hinten rechts statt vorne links) vom Vorgänger leicht zu unterscheiden. Die übrigen Motoren behielten ihre bisherigen Getriebe.

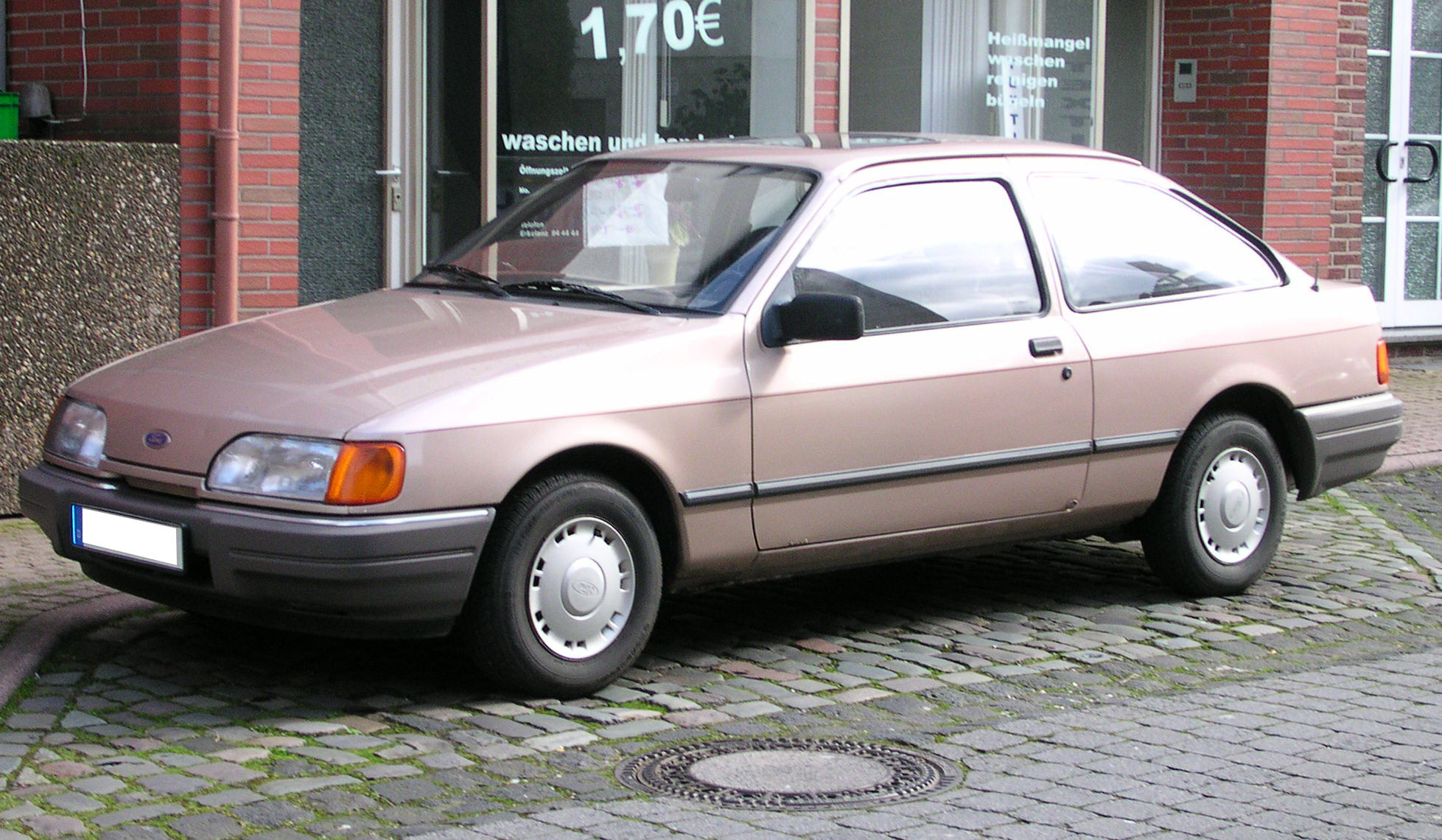
Ford Sierra Dreitürer (1987–1990)
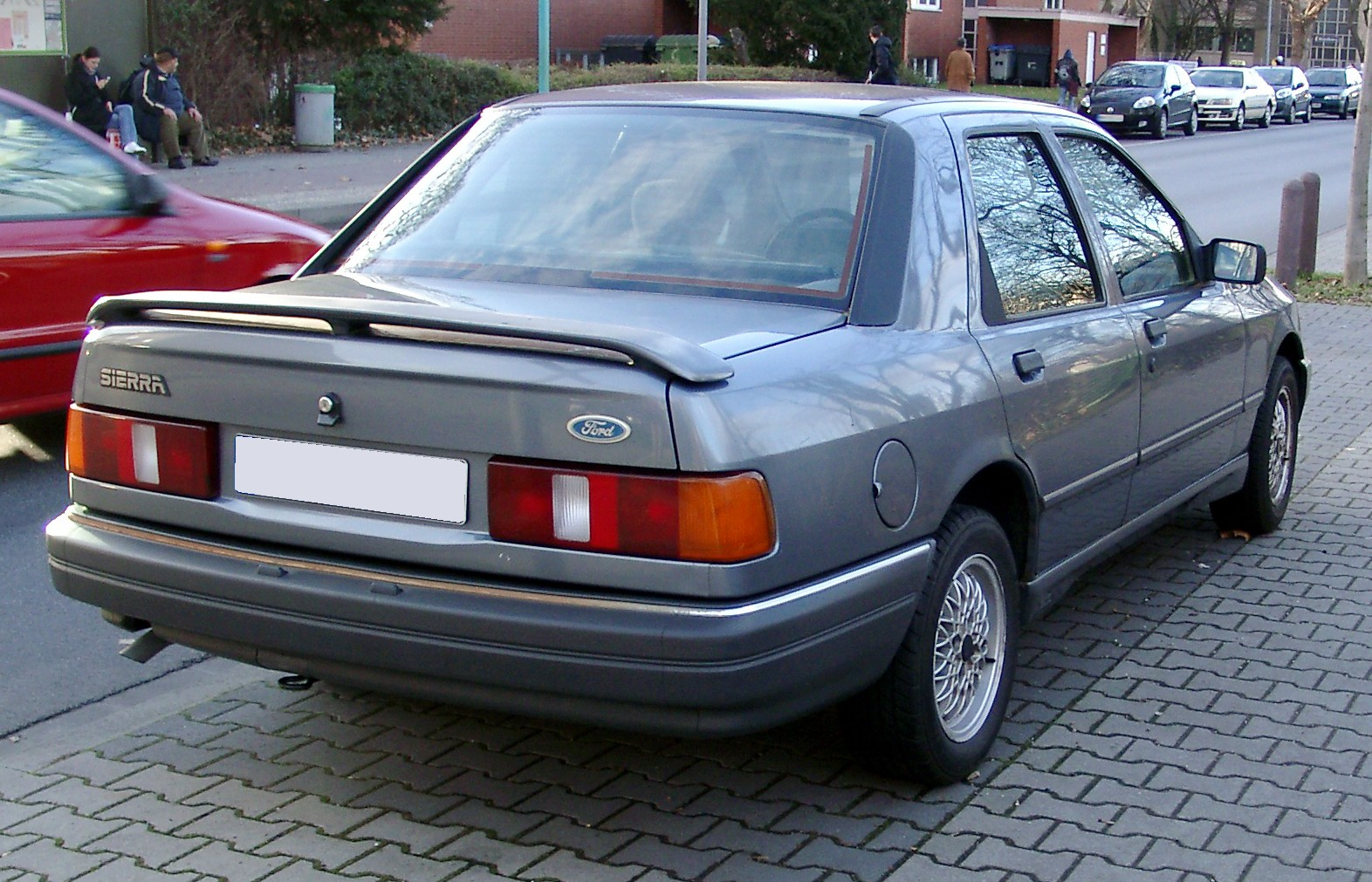
Ford Sierra Stufenheck (1987–1990)
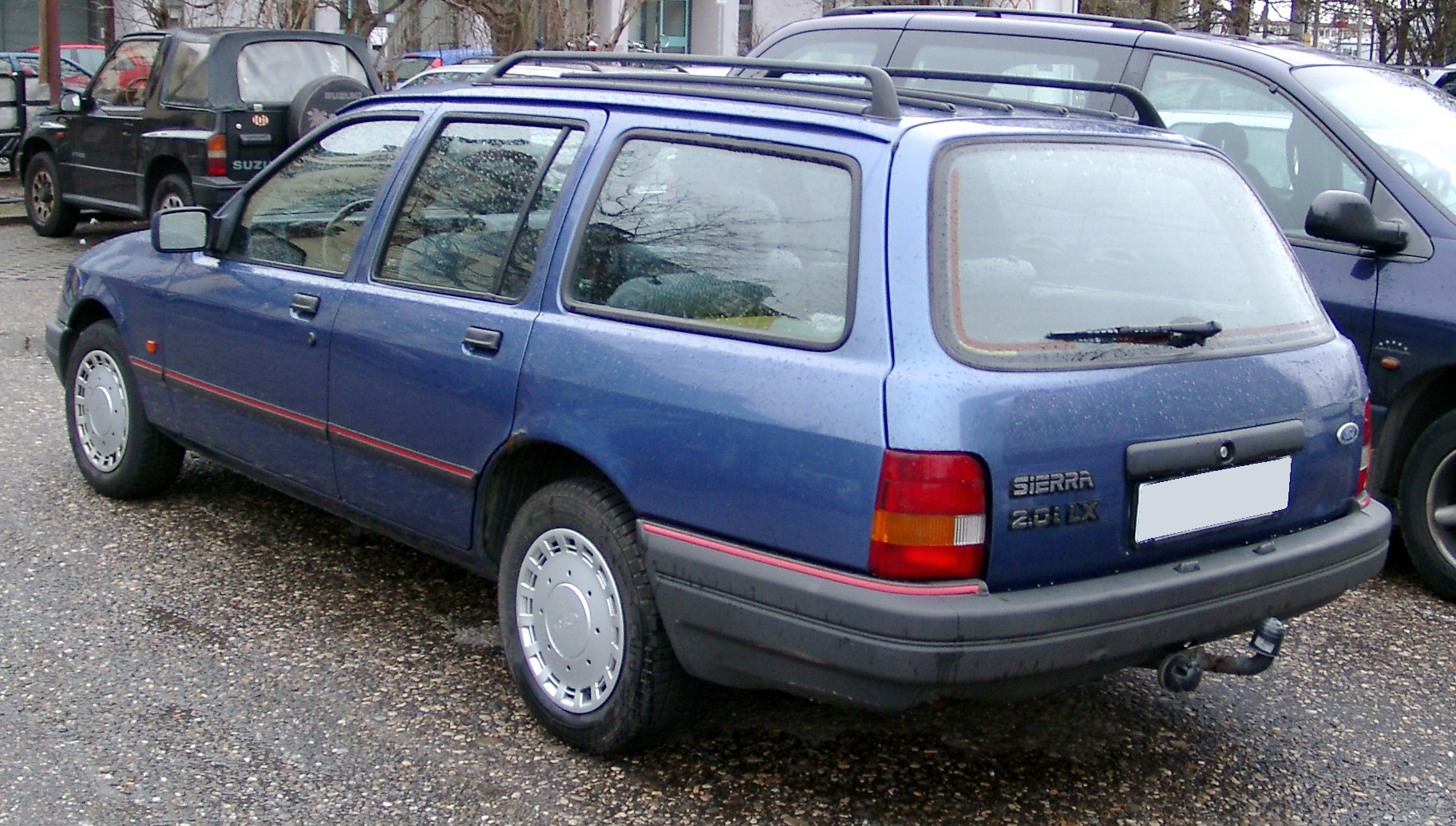
Ford Sierra Turnier (1987–1990)
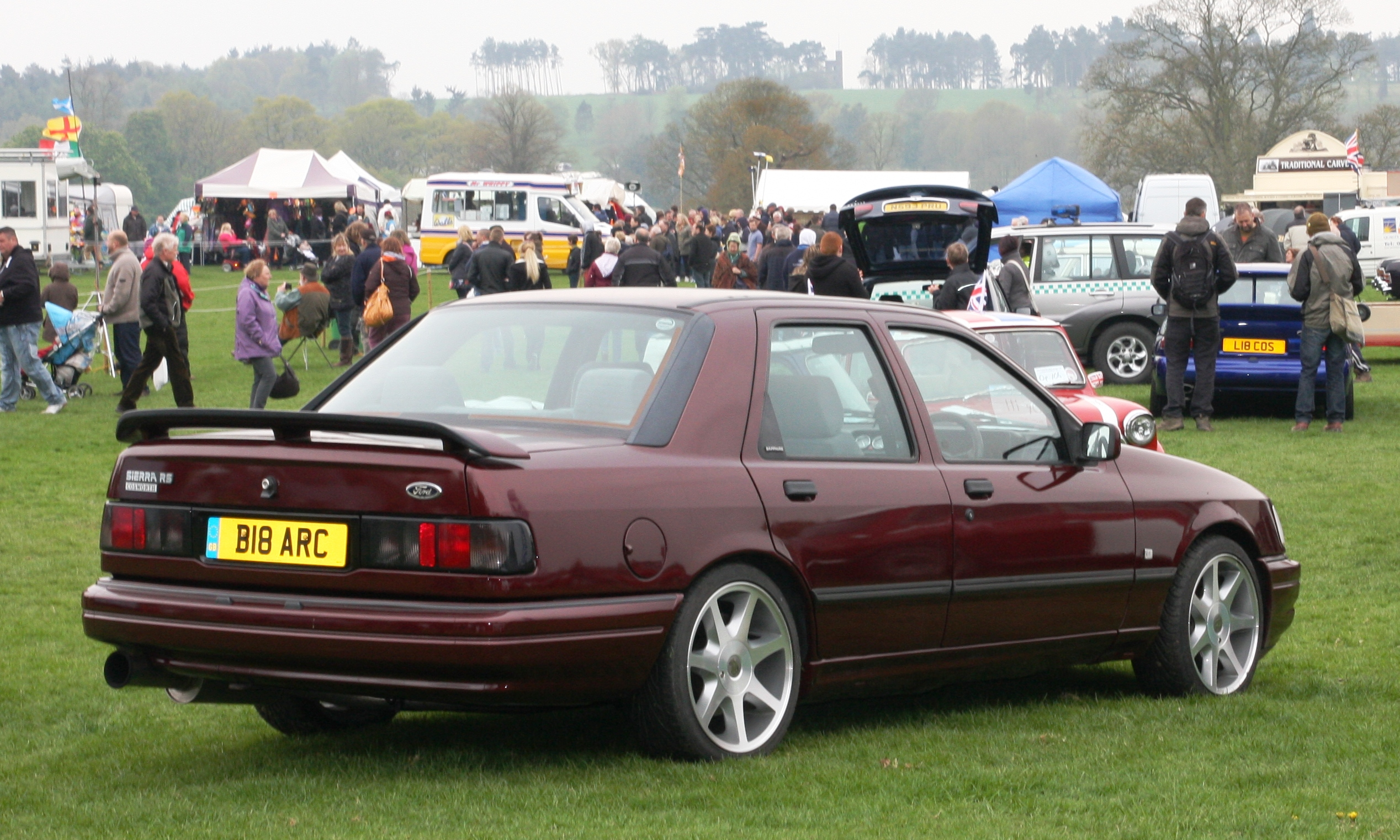
Ford Sierra RS Cosworth (1989)

## Sierra ’90 (1990–1993)
Im März 1990 wurde der Sierra erneut überarbeitet, was an den vorderen weißen Blinkergläsern, schwarz abgedunkelten Heckleuchten und dem Kühlergrill des britischen Sierra Sapphire zu erkennen war. Die Tankklappe hatte von nun an eine Fernentriegelung (erkennbar an der entfallenen Hutze). Bei den Ottomotoren war ein geregelter Abgaskatalysator jetzt Serie. Der 1,8-l-Turbodieselmotor mit 55 kW (75 PS) war nun auch in Deutschland und Österreich erhältlich und hatte nun einen Oxidationskatalysator, während der 2,3-l-Saugdieselmotor mit Wirbelkammereinspritzung nur noch für den Kombi in einigen Märkten erhältlich war. Auch die Ausstattungen wurden nochmals neu geordnet, fortan hießen sie CL, LX/CLX/Saphir, GL/Brillant, Ghia, GT, XR4i (nicht mit dem Vorgänger von 1983 zu verwechseln) und Cosworth 4×4. ABS war nun bei allen Versionen verfügbar.
Nach den Werksferien folgte im September 1991 die letzte leichte Überarbeitung, die sich durch neue Stoßfänger und ein geändertes Armaturenbrett mit den gleichen Schaltern wie beim Escort und Scorpio unterschied.
Zur besseren Traktion gab es mit dem Winterpaket auch ein Visko-Sperrdifferential.
Im Februar 1993 verließ der letzte Sierra die Produktionsstätte. Sein Nachfolger wurde der frontgetriebene Ford Mondeo.

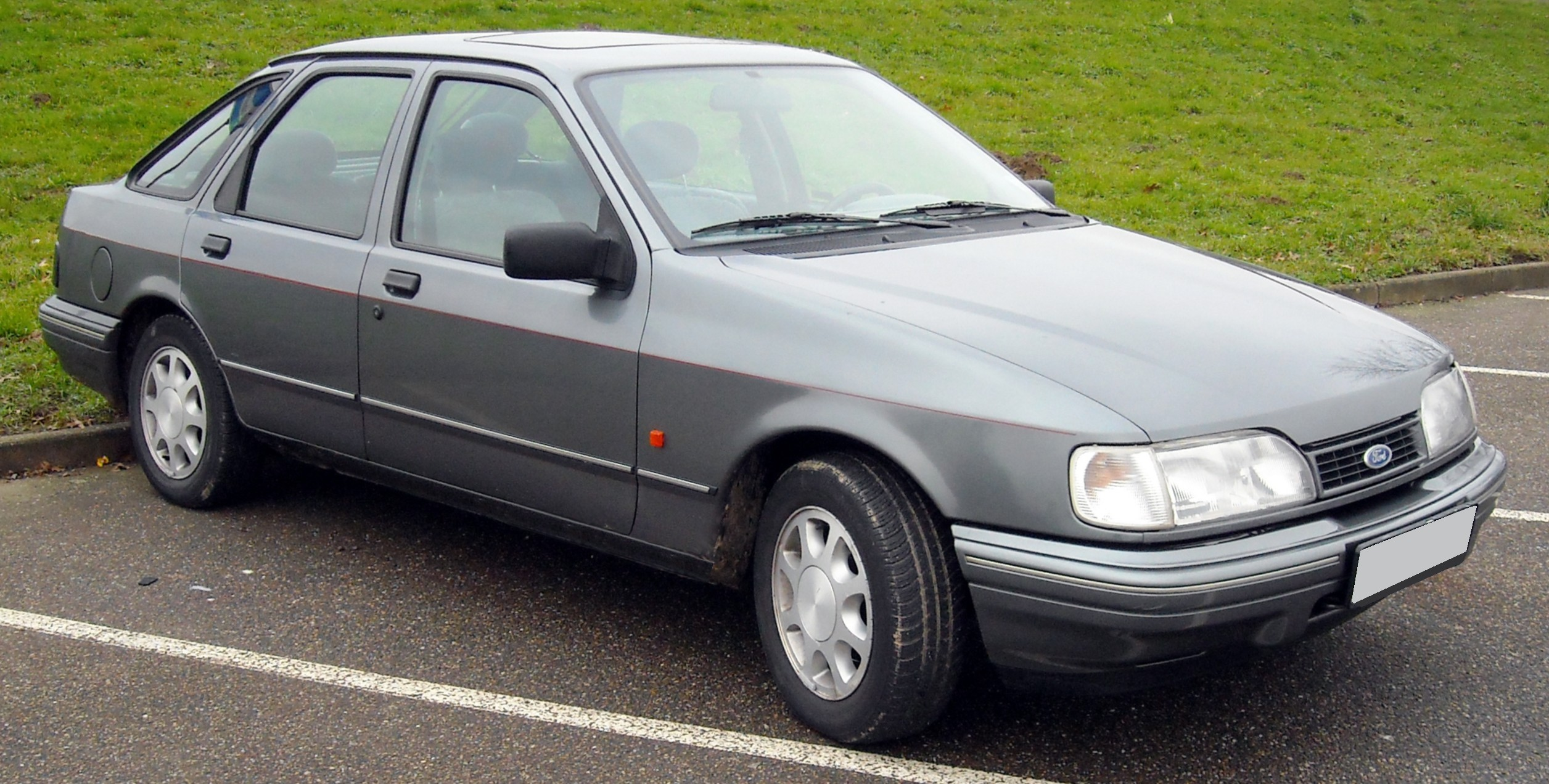
Ford Sierra Fünftürer (1990–1993)
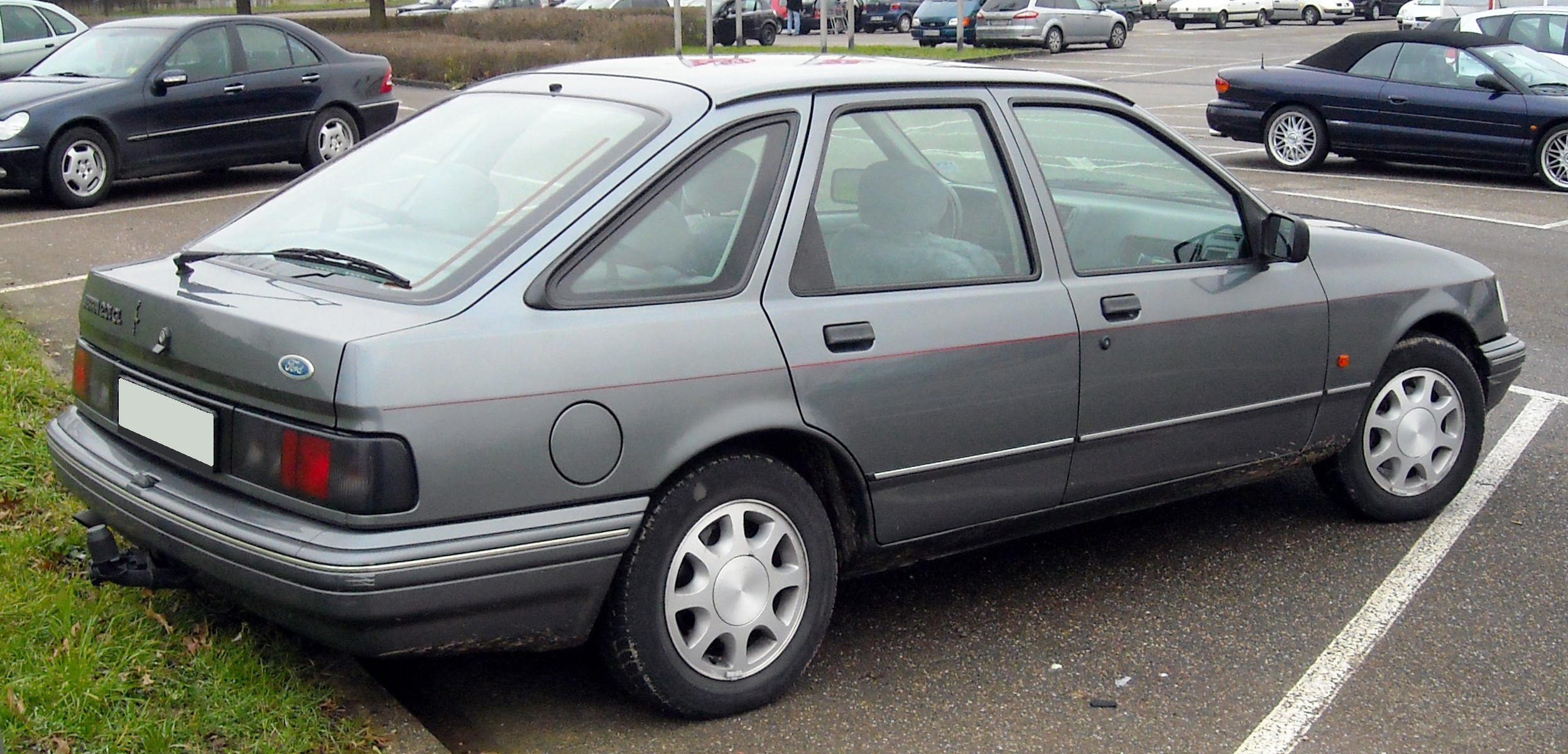
Heckansicht
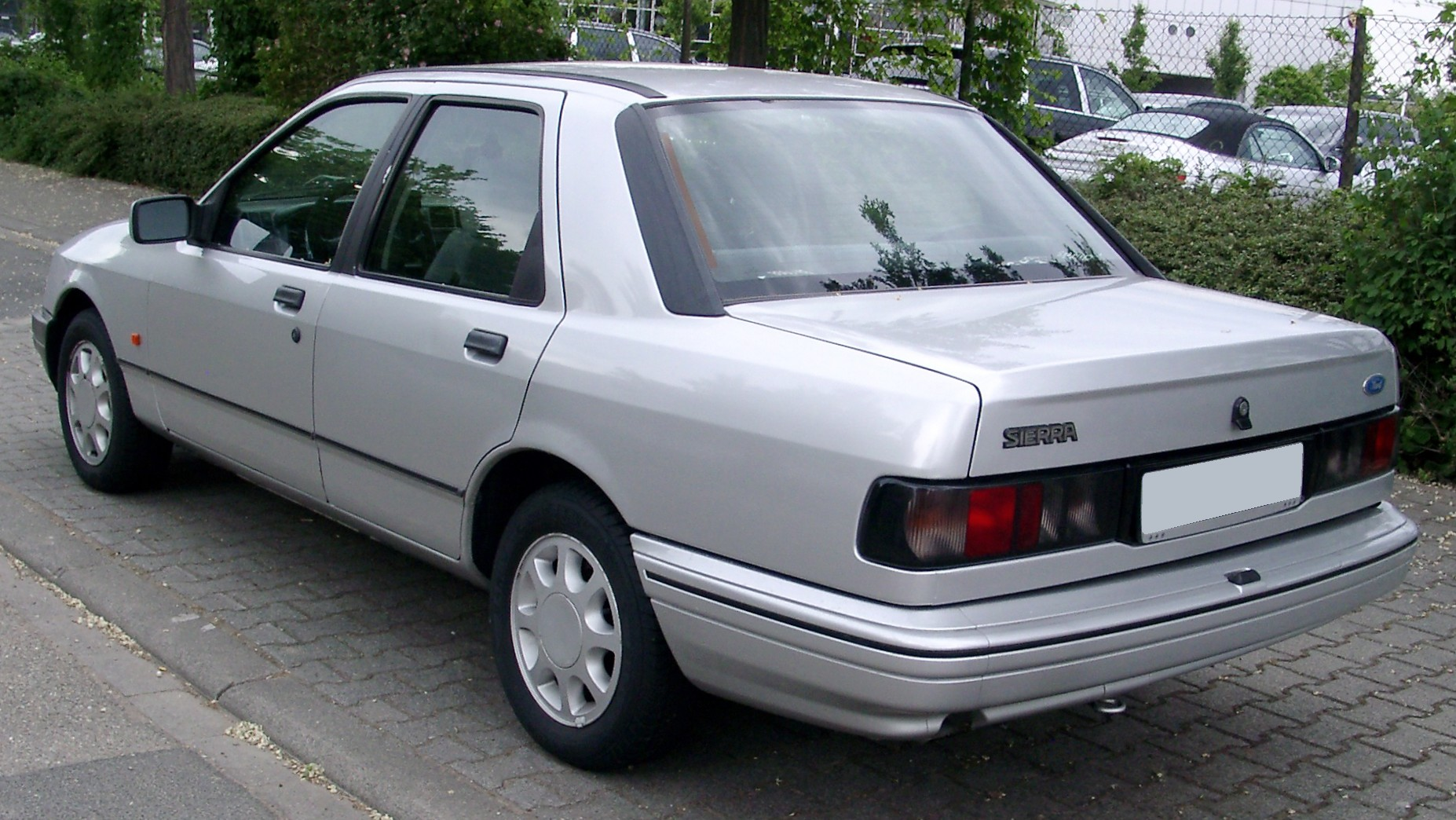
Ford Sierra Stufenheck (1990–1993)
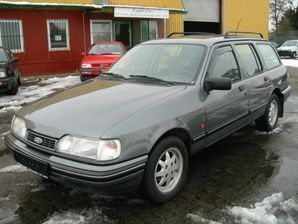
Ford Sierra Turnier (1990–1993)
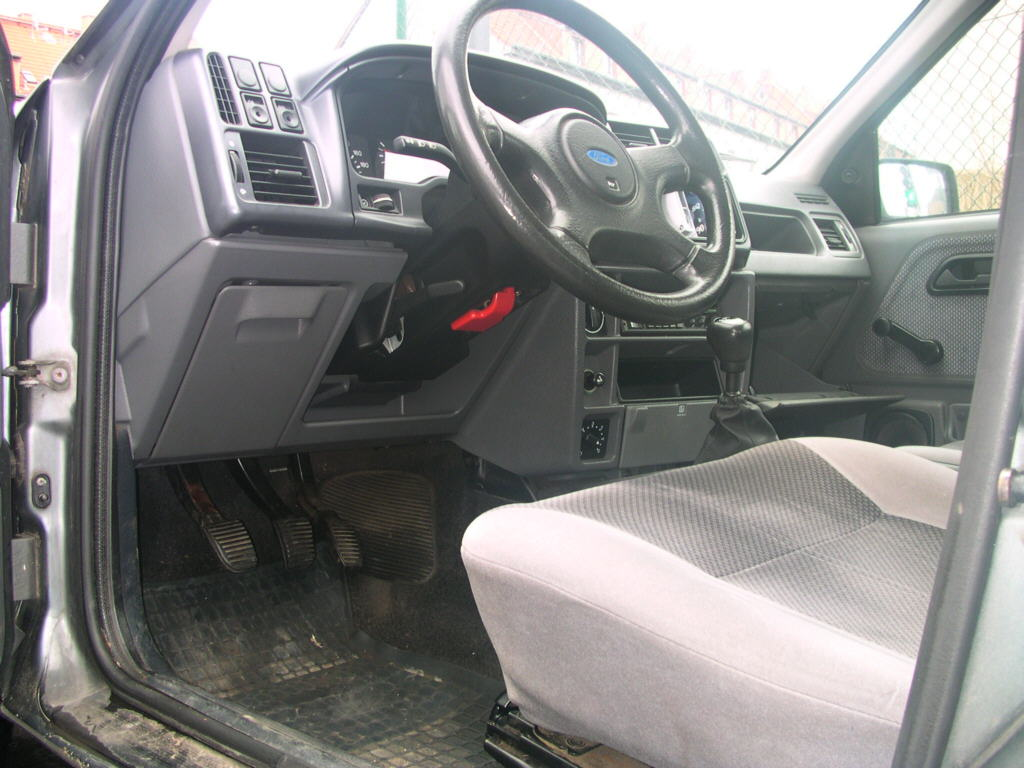
Innenraum eines Sierra CLX

## Sierra XR4 i

### Sierra XR4i (1983–1985)
Der Sierra XR4i wurde im März 1983 auf dem Genfer Automobilsalon vorgestellt.

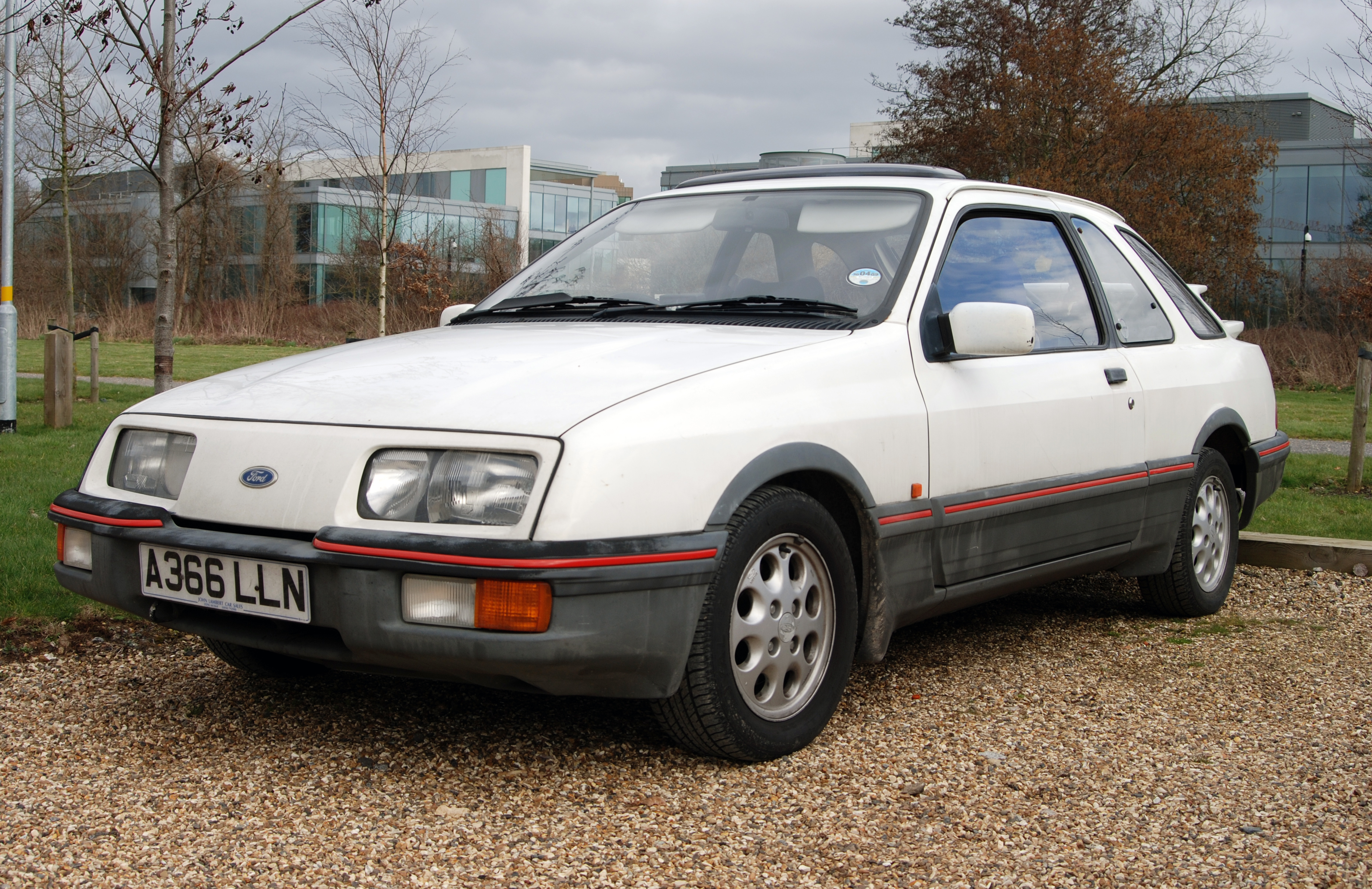
Ford Sierra XR4i (1983–1985)

Das vom Serienmodell abgeleitete Sportcoupé war mit dem sogenannten Köln-V6-Graugussmotor mit Bosch-K-Jetronic, 2772 cm³ Hubraum und einer Leistung von 110 kW (150 PS) ausgerüstet. Der gleiche im XR4i verwendete Motor leistete im Ford Capri mit anderer Auspuffanlage 160 PS (118 kW). Die Höchstgeschwindigkeit betrug 211 km/h und der Sierra beschleunigte von 0 auf 100 km/h in 8,4 s. Einige Tuner boten in Deutschland für den XR4i Turbosätze an, die die Leistung bis auf 155 kW (211 PS) anhoben. Diese Kits sind zum Teil noch erhältlich.
Der erste Sierra XR4i sollte den Capri als Sportcoupé ablösen. Dies gelang Ford aber nicht, da der XR4i nicht als eigenständiges Sportmodell erkannt wurde und eine weitere umfangreiche Werbekampagne im Segment der neuen Mittelklasse zu riskant schien. Das weitere Hindernis beim Verkauf war der Basispreis von anfangs 29.050 DM und dessen Nähe zu den eingeführten und direkten Konkurrenten BMW 323i, dem Mercedes 190 E 2.3 und dem Audi 80 Quattro. Zudem gab es ab 31.000 DM schon einen Porsche 924.
Allerdings wurde der XR4i schon im Jahr seines Erscheinens als XR4Ti im Motorsport homologiert.
Äußerlich unterschied sich der XR4i in seiner bewusst gezeigten Sportlichkeit klar von anderen Sierra-Varianten. Mit grau eingefärbten Radlaufleisten, Kunststoffplanken von der A- bis C-Säule, 5 1/2x14"-Aluminiumrädern (den sogenannten Käselochfelgen) mit 195/60er Bereifung, einem doppelten Heckflügel (vom Prototyp Probe 3, dadurch verbesserter Anpressdruck auf die angetriebene Hinterachse) versehen, folgte er damals den stilistischen Trends der frühen 1980er, Sportlimousinen mit Spoilern und Schwellern optisch aufzuwerten. Ein rundum roter Zierstreifen sollte den Sport-Look des XR4i nachhaltig unterstreichen. So präsentierten sich ebenfalls rot eingefasst Cockpit, Tür- und Seitenverkleidungen, sowie der Schaltknauf des Fünfganggetriebes. Während vorne innenbelüftete Scheibenbremsen montiert waren, versahen hinten vergrößerte Trommelbremsen ihren Dienst, wodurch die Bremsanlage vor allem bei feuchten Straßen zum Überbremsen der Hinterachse neigte.
Zwischen Januar 1983 und September 1985 wurden insgesamt 25.662 Fahrzeuge (1983: 18.294 / 1984: 4.941 / 1985: 2.427) produziert, bevor der XR 4×4 mit permanentem Allradantrieb in einer äußerlich abgemilderten Version seine Nachfolge bis Herbst 1986 antrat.
Der Bestand an zugelassenen Sierra XR4i der ersten Serie lag laut Kraftfahrt-Bundesamt Stand 1. Juni 2016 bei nur noch 83 Fahrzeugen.

### Sierra XR4i (1990–1993)

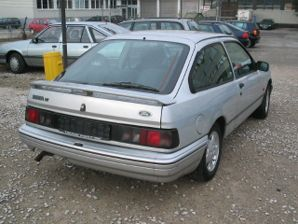
Ford Sierra GT (1991–1993)

Ein Nachfolgemodell (ebenfalls mit der Bezeichnung XR4i) wurde ab Frühjahr 1990 angeboten und war im Gegensatz zum gleichnamigen Vorgänger eine unauffälligere Variante in einer abgemagerten Ghia-Ausstattung. Dieser XR4i war mit beheizbarer Windschutzscheibe, elektrischen Fensterhebern, komfortablem Interieur, Nebelscheinwerfern, Heckspoiler sowie Stoßstangen in Wagenfarbe und Scheinwerfern mit Doppel-Fernlicht ausgerüstet.
Serienmäßig war der Zweiliter-Vierzylinder-DOHC-Motor mit anfangs 88 kW (120 PS) und später 85 kW (115 PS) eingebaut. Er ermöglichte eine Beschleunigung von 0–100 km/h in 10,9 Sekunden sowie eine Höchstgeschwindigkeit von 190 km/h.
Im September 1991 wurde noch ein zusätzlich vom XR4i abgeleitetes Sondermodell mit der Bezeichnung GT eingeführt, das auf der Ausstattung CLX/Saphir basierte. Es war in allen Karosserieversionen erhältlich. Der Sierra GT war jedoch anders ausgestattet, etwa mit integrierten Kopfstützen in der Rücksitzbank, 14-Zoll-Aluminiumrädern, Veloursbezügen und einem modifizierten Heckflügel. Zudem führte der Sierra GT letztmals ein neues Emblem an der Heckpartie.
Die Produktion der letzten XR4i sowie GT endete wie die der anderen Sierra-Varianten im Februar 1993.

## P100 (1987–1992)
Bereits vom englischen Schwestermodell des Vorgängers Taunus, dem Ford Cortina, wurde ein P100 genannter Pick-up auf Basis der viertürigen Limousine in Südafrika gebaut. Dieser wurde auch in einige Länder Europas importiert.
Nachdem Ford sich aber 1987 aus Südafrika zurückgezogen hatte, entwickelte man auf der Basis des Sierra ’87 ein neues Pick-up-Modell. Hierbei wurden Teile des Sierra und des Transit verwendet. Bei einem zulässigen Gesamtgewicht von 2440 kg betrug die Nutzlast bis zu etwa einer Tonne bei einer Ladeflächenlänge von 2130 mm.
Der P100 wurde vom OHC-Motor mit 1993 cm³ Hubraum und 57 kW (78 PS) angetrieben, der hier aber eine niedrigere Kompression und ein geringeres Drehmoment hatte. Außerdem war ein neuer 1753-cm³-Turbodieselmotor mit 55 kW (75 PS) erhältlich. Parallel zum Sierra erhielt auch der P100 die Modernisierungen von Anfang 1990 und Ende 1991.
Der P100 wurde von Oktober 1987 bis Dezember 1992 in Portugal hergestellt.

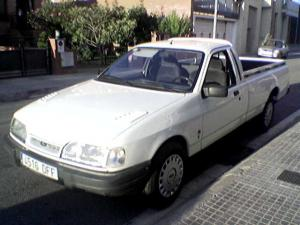
Ford P100 (1990–1992)
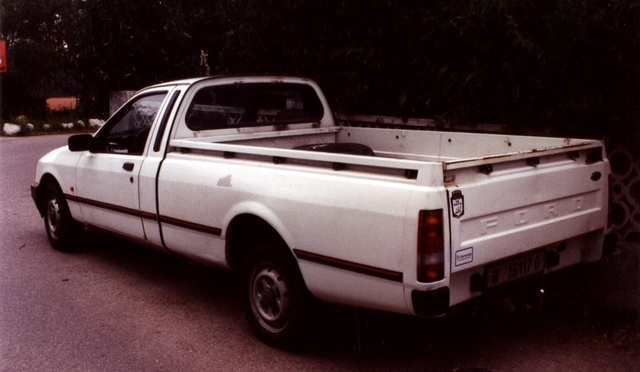
Heckansicht

## Erfolge im Motorsport

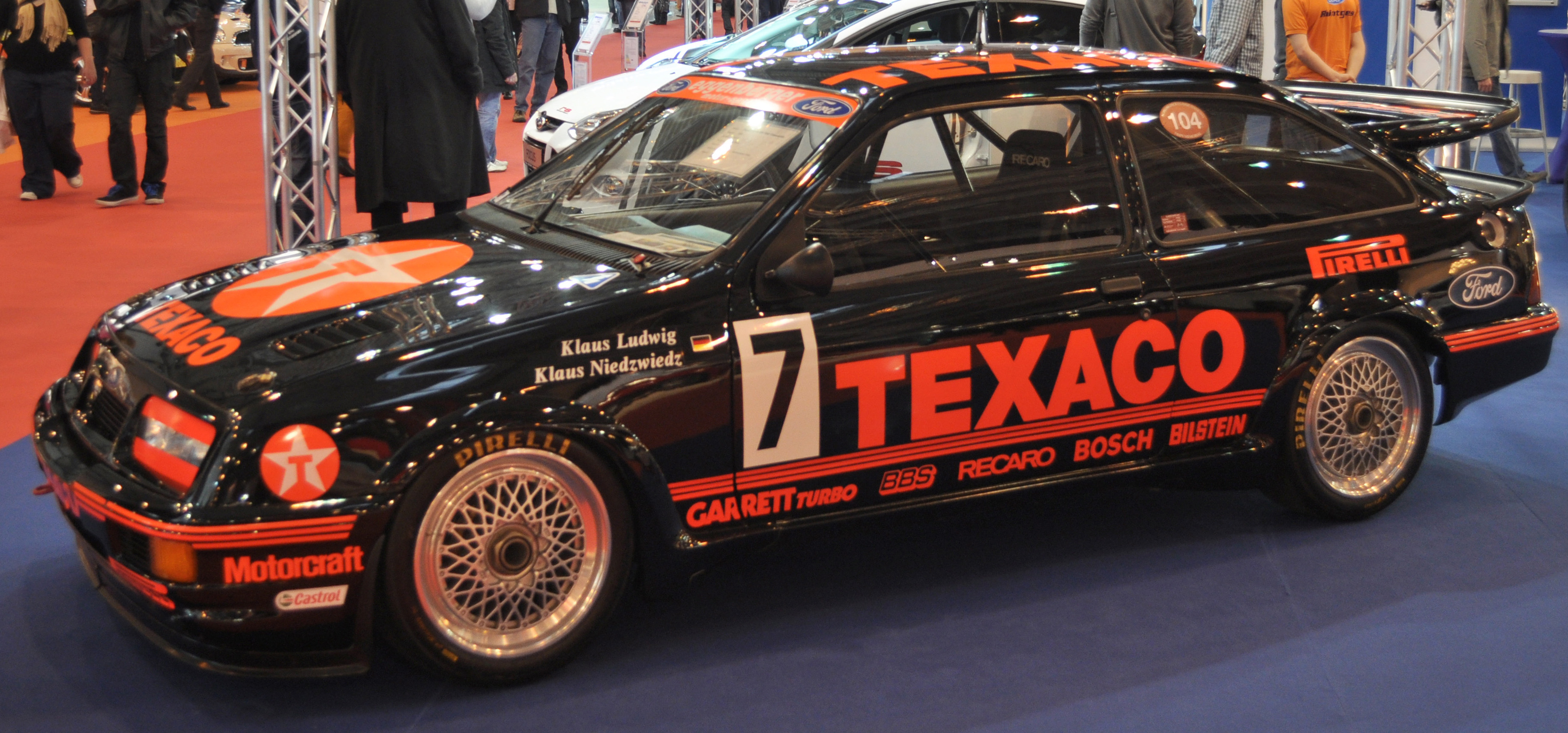
Ein von Klaus Ludwig gefahrener Ford Sierra RS 500

Besonderen Ruhm erlangte der Sierra durch zahlreiche Rallye- und vor allem Tourenwagen-Siege (DTM, EM, WM, BTCC) der Modelle Sierra XR4Ti, Sierra 4×4 und Sierra RS Cosworth. Endpunkt des sportlichen Erfolges war 1987 der Start-Ziel-Sieg beim 24-Stunden-Rennen auf dem Nürburgring und 1988 der Gewinn der DTM mit dem RS 500 unter Klaus Ludwig.

## Modellentwicklung
Die offizielle Bezeichnung der Baureihen von Ford:
Sierra ’82
- Bauzeitraum: 08/1982–12/1986
- Vorstellung im September 1982 als fünftürige Schräghecklimousine („Aero-Heck“) und im Dezember als Kombi mit dem Namen Turnier. Die dreitürige Variante folgte im August 1983.
- Sport- und Allradmodelle sowie die Ausstattungsvariante „Ghia“ mit geschlossener Kühlerblende und breiteren Scheinwerfern (ab März 1985 für alle Modelle)
- Rennwagen-Variante Cosworth als Straßenversion mit 150 kW (204 PS) ab Januar 1986.

Sierra ’87
- Bauzeitraum: 01/1987–02/1990
- neue Front und neues Heck (außer Kombi)
- überarbeitetes Interieur, u. a. neue Türverkleidungen
- auch als Stufenheck

Sierra ’90
- Bauzeitraum: 03/1990–02/1993
- weiße Blinker vorne und schwarze Rückleuchten hinten
- Grill vom britischen Ford Sapphire
- nochmals leicht modifiziertes Cockpit
- Fernentriegelung für den Tank
- Neuer Schriftzug

## Technische Daten

### Vierzylinder-Ottomotoren 1,3 bis 1,8 Liter
|                                 | 1,3 (1982–1984)                                                                               | 1,6 (1984–1989)                                                                               | 1,6i (1989–1992)                                                                              | 1,8 (1984–1989)                                                                               | 1,8 (1992)                                                                                    | 1,8i (1992)                                                                                   |
| ------------------------------- | --------------------------------------------------------------------------------------------- | --------------------------------------------------------------------------------------------- | --------------------------------------------------------------------------------------------- | --------------------------------------------------------------------------------------------- | --------------------------------------------------------------------------------------------- | --------------------------------------------------------------------------------------------- |
| Motor                           | 4-Zylinder-Reihenmotor (Viertakt)                                                             | 4-Zylinder-Reihenmotor (Viertakt)                                                             | 4-Zylinder-Reihenmotor (Viertakt)                                                             | 4-Zylinder-Reihenmotor (Viertakt)                                                             | 4-Zylinder-Reihenmotor (Viertakt)                                                             | 4-Zylinder-Reihenmotor (Viertakt)                                                             |
| Motortyp                        | Ford OHC                                                                                      | Ford OHC                                                                                      | CVH                                                                                           | OHC                                                                                           | CVH                                                                                           | CVH                                                                                           |
| Hubraum                         | 1294 cm³                                                                                      | 1598 cm³                                                                                      | 1597 cm³                                                                                      | 1796 cm³                                                                                      | 1769 cm³                                                                                      | 1769 cm³                                                                                      |
| Bohrung × Hub                   | 79 mm × 66 mm                                                                                 | 81,3 mm × 77 mm                                                                               | 80 mm × 79,5 mm                                                                               | 86,2 mm × 77 mm                                                                               | 80 mm × 88 mm                                                                                 | 80 mm × 88 mm                                                                                 |
| Leistung bei 1/min              | 44 kW (60 PS) bei 5300                                                                        | 51–55 kW (69–75 PS) bei 4900                                                                  | 59 kW (80 PS) bei 5500                                                                        | 59–66 kW (80–90 PS) bei 5400                                                                  | 64–66 kW (87–90 PS) bei 5250                                                                  | 63 kW (86 PS) bei 5250                                                                        |
| Max. Drehmoment bei 1/min       | 97 Nm bei 2900                                                                                | 121 Nm bei 2900                                                                               | 121 Nm bei 3500                                                                               | 137 Nm bei 3500                                                                               | 145 Nm bei 3000                                                                               | 145 Nm bei 3000                                                                               |
| Gemischaufbereitung             | 1 Gleichdruckvergaser                                                                         | 1 Gleichdruckvergaser oder 1 Registervergaser Weber                                           | Zentraleinspritzung Ford CFI                                                                  | 1 Registervergaser                                                                            | 1 Registervergaser                                                                            | Zentraleinspritzung Ford CFI                                                                  |
| Motoraufladung                  | –                                                                                             | –                                                                                             | –                                                                                             | –                                                                                             | –                                                                                             | –                                                                                             |
| Ventilsteuerung                 | OHC 8 Ventile, Zahnriemen                                                                     | OHC 8 Ventile, Zahnriemen                                                                     | OHC 8 Ventile, Zahnriemen                                                                     | OHC 8 Ventile, Zahnriemen                                                                     | OHC 8 Ventile, Zahnriemen                                                                     | OHC 8 Ventile, Zahnriemen                                                                     |
| Kühlung                         | Wasserkühlung                                                                                 | Wasserkühlung                                                                                 | Wasserkühlung                                                                                 | Wasserkühlung                                                                                 | Wasserkühlung                                                                                 | Wasserkühlung                                                                                 |
| Getriebe                        | 4- oder 5-Gang-Getriebe (Einspritzmotoren nur 5-Gang) a.W. 3-Stufen-Automatik (für 1,6/1,8)   | 4- oder 5-Gang-Getriebe (Einspritzmotoren nur 5-Gang) a.W. 3-Stufen-Automatik (für 1,6/1,8)   | 4- oder 5-Gang-Getriebe (Einspritzmotoren nur 5-Gang) a.W. 3-Stufen-Automatik (für 1,6/1,8)   | 4- oder 5-Gang-Getriebe (Einspritzmotoren nur 5-Gang) a.W. 3-Stufen-Automatik (für 1,6/1,8)   | 4- oder 5-Gang-Getriebe (Einspritzmotoren nur 5-Gang) a.W. 3-Stufen-Automatik (für 1,6/1,8)   | 4- oder 5-Gang-Getriebe (Einspritzmotoren nur 5-Gang) a.W. 3-Stufen-Automatik (für 1,6/1,8)   |
| Radaufhängung vorn              | MacPherson-Federbeine, Querlenker                                                             | MacPherson-Federbeine, Querlenker                                                             | MacPherson-Federbeine, Querlenker                                                             | MacPherson-Federbeine, Querlenker                                                             | MacPherson-Federbeine, Querlenker                                                             | MacPherson-Federbeine, Querlenker                                                             |
| Radaufhängung hinten            | Schräglenker, Schraubenfedern                                                                 | Schräglenker, Schraubenfedern                                                                 | Schräglenker, Schraubenfedern                                                                 | Schräglenker, Schraubenfedern                                                                 | Schräglenker, Schraubenfedern                                                                 | Schräglenker, Schraubenfedern                                                                 |
| Bremsen                         | Scheibenbremsen vorne, Trommelbremsen hinten, optional ABS (dann Scheibenbremsen auch hinten) | Scheibenbremsen vorne, Trommelbremsen hinten, optional ABS (dann Scheibenbremsen auch hinten) | Scheibenbremsen vorne, Trommelbremsen hinten, optional ABS (dann Scheibenbremsen auch hinten) | Scheibenbremsen vorne, Trommelbremsen hinten, optional ABS (dann Scheibenbremsen auch hinten) | Scheibenbremsen vorne, Trommelbremsen hinten, optional ABS (dann Scheibenbremsen auch hinten) | Scheibenbremsen vorne, Trommelbremsen hinten, optional ABS (dann Scheibenbremsen auch hinten) |
| Lenkung                         | Zahnstangenlenkung                                                                            | Zahnstangenlenkung                                                                            | Zahnstangenlenkung                                                                            | Zahnstangenlenkung                                                                            | Zahnstangenlenkung                                                                            | Zahnstangenlenkung                                                                            |
| Karosserie                      | Stahlblech, selbsttragend                                                                     | Stahlblech, selbsttragend                                                                     | Stahlblech, selbsttragend                                                                     | Stahlblech, selbsttragend                                                                     | Stahlblech, selbsttragend                                                                     | Stahlblech, selbsttragend                                                                     |
| Spurweite vorn/hinten           | 1452–1480/1450–1488 mm                                                                        | 1452–1480/1450–1488 mm                                                                        | 1452–1480/1450–1488 mm                                                                        | 1452–1480/1450–1488 mm                                                                        | 1452–1480/1450–1488 mm                                                                        | 1452–1480/1450–1488 mm                                                                        |
| Radstand                        | 2608 mm (4×4: 2611 mm)                                                                        | 2608 mm (4×4: 2611 mm)                                                                        | 2608 mm (4×4: 2611 mm)                                                                        | 2608 mm (4×4: 2611 mm)                                                                        | 2608 mm (4×4: 2611 mm)                                                                        | 2608 mm (4×4: 2611 mm)                                                                        |
| Länge                           | 4425–4522 mm                                                                                  | 4425–4522 mm                                                                                  | 4425–4522 mm                                                                                  | 4425–4522 mm                                                                                  | 4425–4522 mm                                                                                  | 4425–4522 mm                                                                                  |
| Leergewicht                     | 1000–1350 kg                                                                                  | 1000–1350 kg                                                                                  | 1000–1350 kg                                                                                  | 1000–1350 kg                                                                                  | 1000–1350 kg                                                                                  | 1000–1350 kg                                                                                  |
| Höchstgeschwindigkeit           |                                                                                               | 165 km/h                                                                                      | 164–167 km/h                                                                                  | 174–177 km/h                                                                                  | 169–172 km/h                                                                                  | 169–172 km/h                                                                                  |
| 0–100 km/h                      |                                                                                               | 14,5 s                                                                                        | 14,1–14,6 s                                                                                   | 12,5–14,5 s                                                                                   | 12,6–13,0 s                                                                                   | 12,6–13,0 s                                                                                   |
| Verbrauch (Liter/100 Kilometer) |                                                                                               | 9,5 S                                                                                         | 8,2–8,5 S                                                                                     | 10,5 S                                                                                        |                                                                                               |                                                                                               |

### Vierzylinder-Ottomotoren 2,0 Liter
|                                 | 2,0 (1982–1989) | 2,0i (1985–1992) | 2,0 (DOHC, 1989–1991) | 2,0i (DOHC, 1989–1992) | Cosworth (1986–1989) | Cosworth 4×4 (1990–1992) |
| ------------------------------- | --- | --- | --- | --- | --- | --- |
| Motor                           | 4-Zylinder-Reihenmotor (Viertakt) | 4-Zylinder-Reihenmotor (Viertakt) | 4-Zylinder-Reihenmotor (Viertakt) | 4-Zylinder-Reihenmotor (Viertakt) | 4-Zylinder-Reihenmotor (Viertakt) | 4-Zylinder-Reihenmotor (Viertakt) |
| Motortyp                        | Ford OHC | Ford OHC | Ford DOHC | Ford DOHC | Cosworth YB | Cosworth YB |
| Hubraum                         | 1993 cm³ | 1993 cm³ | 1998 cm³ | 1998 cm³ | 1993 cm³ | 1993 cm³ |
| Bohrung × Hub                   | 90,8 mm × 77 mm | 90,8 mm × 77 mm | 86 mm × 86 mm | 86 mm × 86 mm | 90,8 mm × 77 mm | 90,8 mm × 77 mm |
| Leistung bei 1/min              | 74 kW (101 PS) bei 5400 77 kW (105 PS) bei 5200 | 74–85 kW (100–115 PS) bei 5100–5500 | 77–80 kW (105–109 PS) | 85–90 kW (115–122 PS) bei 5500 | 150 kW (204 PS) bei 6000 | 162 kW (220 PS) bei 6000 |
| Max. Drehmoment bei 1/min       | 153–157 Nm bei 4000 | 145–157 Nm bei 4000 | | 168–171 Nm bei 2500 | 270 Nm bei 4500 | 284 Nm bei 3500 |
| Gemischaufbereitung             | 1 Registervergaser | Saugrohreinspritzung Bosch L-Jetronic | 1 Vergaser Weber 2V-TLD | Elektronisch geregelte Saugrohreinspritzung Ford EFI | Elektronisch geregelte Mehrpunktsaugrohreinspritzung Weber-Marelli                                                                                               | Elektronisch geregelte Mehrpunktsaugrohreinspritzung Weber-Marelli                                                                                               |
| Motoraufladung                  | – | – | – | – | Garrett-Turbolader | Garrett-Turbolader |
| Ventilsteuerung                 | OHC 8 Ventile, Zahnriemen | OHC 8 Ventile, Zahnriemen | DOHC 8 Ventile, Steuerkette, Hydrostößel | DOHC 8 Ventile, Steuerkette, Hydrostößel | DOHC 16 Ventile, Hydrostößel, Zahnriemen | DOHC 16 Ventile, Hydrostößel, Zahnriemen |
| Kühlung                         | Wasserkühlung | Wasserkühlung | Wasserkühlung | Wasserkühlung | Wasserkühlung | Wasserkühlung |
| Getriebe                        | 4- oder 5-Gang-Getriebe (Einspritzmotoren nur 5-Gang) a.W. 3-Stufen-Automatik oder 4-Stufen-Automatik mit Freilauf und Wandlerbrücke (nicht für Sierra Cosworth) | 4- oder 5-Gang-Getriebe (Einspritzmotoren nur 5-Gang) a.W. 3-Stufen-Automatik oder 4-Stufen-Automatik mit Freilauf und Wandlerbrücke (nicht für Sierra Cosworth) | 4- oder 5-Gang-Getriebe (Einspritzmotoren nur 5-Gang) a.W. 3-Stufen-Automatik oder 4-Stufen-Automatik mit Freilauf und Wandlerbrücke (nicht für Sierra Cosworth) | 4- oder 5-Gang-Getriebe (Einspritzmotoren nur 5-Gang) a.W. 3-Stufen-Automatik oder 4-Stufen-Automatik mit Freilauf und Wandlerbrücke (nicht für Sierra Cosworth) | 4- oder 5-Gang-Getriebe (Einspritzmotoren nur 5-Gang) a.W. 3-Stufen-Automatik oder 4-Stufen-Automatik mit Freilauf und Wandlerbrücke (nicht für Sierra Cosworth) | 4- oder 5-Gang-Getriebe (Einspritzmotoren nur 5-Gang) a.W. 3-Stufen-Automatik oder 4-Stufen-Automatik mit Freilauf und Wandlerbrücke (nicht für Sierra Cosworth) |
| Radaufhängung vorn              | MacPherson-Federbeine, Querlenker | MacPherson-Federbeine, Querlenker | MacPherson-Federbeine, Querlenker | MacPherson-Federbeine, Querlenker | MacPherson-Federbeine, Querlenker | MacPherson-Federbeine, Querlenker |
| Radaufhängung hinten            | Schräglenker, Schraubenfedern | Schräglenker, Schraubenfedern | Schräglenker, Schraubenfedern | Schräglenker, Schraubenfedern | Schräglenker, Schraubenfedern | Schräglenker, Schraubenfedern |
| Bremsen                         | Scheibenbremsen vorne, Trommelbremsen hinten, optional ABS (dann Scheibenbremsen auch hinten), Allrad meist mit ABS                                              | Scheibenbremsen vorne, Trommelbremsen hinten, optional ABS (dann Scheibenbremsen auch hinten), Allrad meist mit ABS                                              | Scheibenbremsen vorne, Trommelbremsen hinten, optional ABS (dann Scheibenbremsen auch hinten), Allrad meist mit ABS                                              | Scheibenbremsen vorne, Trommelbremsen hinten, optional ABS (dann Scheibenbremsen auch hinten), Allrad meist mit ABS                                              | Scheibenbremsen rundum (Ø vorne 283 mm, hinten 277 mm), 4×4: ABS                                                                                                 | Scheibenbremsen rundum (Ø vorne 283 mm, hinten 277 mm), 4×4: ABS                                                                                                 |
| Lenkung                         | Zahnstangenlenkung | Zahnstangenlenkung | Zahnstangenlenkung | Zahnstangenlenkung | Zahnstangenlenkung | Zahnstangenlenkung |
| Karosserie                      | Stahlblech, selbsttragend | Stahlblech, selbsttragend | Stahlblech, selbsttragend | Stahlblech, selbsttragend | Stahlblech, selbsttragend | Stahlblech, selbsttragend |
| Spurweite vorn/hinten           | 1452–1480/1450–1488 mm | 1452–1480/1450–1488 mm | 1452–1480/1450–1488 mm | 1452–1480/1450–1488 mm | 1452–1480/1450–1488 mm | 1452–1480/1450–1488 mm |
| Radstand                        | 2608 mm (4×4: 2611 mm) | 2608 mm (4×4: 2611 mm) | 2608 mm (4×4: 2611 mm) | 2608 mm (4×4: 2611 mm) | 2608 mm (4×4: 2611 mm) | 2608 mm (4×4: 2611 mm) |
| Länge                           | 4425–4522 mm | 4425–4522 mm | 4425–4522 mm | 4425–4522 mm | 4425–4522 mm | 4425–4522 mm |
| Leergewicht                     | 1000–1350 kg | 1000–1350 kg | 1000–1350 kg | 1000–1350 kg | 1280 kg | 1330 kg |
| Höchstgeschwindigkeit           | 177–185 km/h | 176–186 km/h | | 184–190 km/h | 238 km/h | 239 km/h |
| 0–100 km/h                      | 11–13 s | 11,5–14 s | | 10–12,2 s | 7 s | 7 s |
| Verbrauch (Liter/100 Kilometer) | 11,0 S | 11,0–11,5 N/S | | 7,7–7,8 S | 14,5 S | 15,0 S |

### V6- und Dieselmotoren
|                                 | 2,0 V6 (1982–1984)                                                                                                   | 2,3 V6 (1982–1984)                                                                                                   | 2,8i V6 (1983–1988)                                                                                                  | 2,9i (1988–1992) | 2,3 D (1982–1989) | 1,8 TD (1990–1992)                                                                                                   | |
| ------------------------------- | --- | --- | --- | --- | --- | --- | --- |
| Motor                           | 6-Zylinder-V-Motor (Viertakt; Zylinderwinkel 60°)                                                                    | 6-Zylinder-V-Motor (Viertakt; Zylinderwinkel 60°)                                                                    | 6-Zylinder-V-Motor (Viertakt; Zylinderwinkel 60°)                                                                    | 6-Zylinder-V-Motor (Viertakt; Zylinderwinkel 60°)                                                                    | 4-Zylinder-Reihenmotor (Viertakt)                                                                                    | 4-Zylinder-Reihenmotor (Viertakt)                                                                                    | |
| Motortyp                        | „Köln“ V6 | „Köln“ V6 | „Köln“ V6 | „Köln“ V6 | | | |
| Hubraum                         | 1998 cm³ | 2294 cm³ | 2792 cm³ | 2933 cm³ | 2304 cm³ | 1753 cm³ | |
| Bohrung × Hub                   | 84 mm × 60,14 mm | 90 mm × 60,14 mm | 93 mm × 68,5 mm | 93 mm × 72 mm | 94 mm × 83 mm | 82,5 mm × 82 mm | |
| Leistung bei 1/min              | 66 kW (90 PS) bei 5000                                                                                               | 84 kW (114 PS) bei 5300                                                                                              | 110 kW (150 PS) bei 5700                                                                                             | 107 kW (145 PS) bei 5500                                                                                             | 49 kW (67 PS) bei 4200                                                                                               | 55 kW (75 PS) bei 4500                                                                                               | |
| Max. Drehmoment bei 1/min       | 147 Nm bei 3000 | 172 Nm bei 3000 | 212 Nm bei 3800 | 222–228 Nm bei 3000                                                                                                  | 139 Nm bei 2000 | 152 Nm bei 2200 | |
| Gemischaufbereitung             | 1 Doppel-Fallstromvergaser Solex                                                                                     | 1 Doppel-Fallstromvergaser Solex                                                                                     | Mechanische Saugrohreinspritzung Bosch K-Jetronic                                                                    | Elektronische Einspritzung Ford EFI                                                                                  | Wirbelkammereinspritzung mit Verteilereinspritzpumpe                                                                 | Wirbelkammereinspritzung mit Verteilereinspritzpumpe                                                                 | |
| Motoraufladung                  | – | – | – | – | – | Garrett-Turbolader                                                                                                   | |
| Ventilsteuerung                 | OHV 12 Ventile, zentrale Nockenwelle, Stirnräder, Stoßstangen                                                        | OHV 12 Ventile, zentrale Nockenwelle, Stirnräder, Stoßstangen                                                        | OHV 12 Ventile, zentrale Nockenwelle, Stirnräder, Stoßstangen                                                        | OHV 12 Ventile, Steuerkette, Stößel baujahrabhängig mech. oder hydr.                                                 | OHV Kette | OHC Zahnriemen | |
| Kühlung                         | Wasserkühlung | Wasserkühlung | Wasserkühlung | Wasserkühlung | Wasserkühlung | Wasserkühlung | Wasserkühlung |
| Getriebe                        | 4- oder 5-Gang-Getriebe (Einspritz- und Dieselmotoren nur 5-Gang) a.W. (für 2,0 V6/2,3) 3-Stufen-Automatik (Ford C3) | 4- oder 5-Gang-Getriebe (Einspritz- und Dieselmotoren nur 5-Gang) a.W. (für 2,0 V6/2,3) 3-Stufen-Automatik (Ford C3) | 4- oder 5-Gang-Getriebe (Einspritz- und Dieselmotoren nur 5-Gang) a.W. (für 2,0 V6/2,3) 3-Stufen-Automatik (Ford C3) | 4- oder 5-Gang-Getriebe (Einspritz- und Dieselmotoren nur 5-Gang) a.W. (für 2,0 V6/2,3) 3-Stufen-Automatik (Ford C3) | 4- oder 5-Gang-Getriebe (Einspritz- und Dieselmotoren nur 5-Gang) a.W. (für 2,0 V6/2,3) 3-Stufen-Automatik (Ford C3) | 4- oder 5-Gang-Getriebe (Einspritz- und Dieselmotoren nur 5-Gang) a.W. (für 2,0 V6/2,3) 3-Stufen-Automatik (Ford C3) | 4- oder 5-Gang-Getriebe (Einspritz- und Dieselmotoren nur 5-Gang) a.W. (für 2,0 V6/2,3) 3-Stufen-Automatik (Ford C3) |
| Radaufhängung vorn              | MacPherson-Federbeine, Querlenker                                                                                    | MacPherson-Federbeine, Querlenker                                                                                    | MacPherson-Federbeine, Querlenker                                                                                    | MacPherson-Federbeine, Querlenker                                                                                    | MacPherson-Federbeine, Querlenker                                                                                    | MacPherson-Federbeine, Querlenker                                                                                    | MacPherson-Federbeine, Querlenker                                                                                    |
| Radaufhängung hinten            | Schräglenker, Schraubenfedern                                                                                        | Schräglenker, Schraubenfedern                                                                                        | Schräglenker, Schraubenfedern                                                                                        | Schräglenker, Schraubenfedern                                                                                        | Schräglenker, Schraubenfedern                                                                                        | Schräglenker, Schraubenfedern                                                                                        | Schräglenker, Schraubenfedern                                                                                        |
| Bremsen                         | Scheibenbremsen vorne, Trommelbremsen hinten, optional ABS (dann Scheibenbremsen auch hinten)                        | Scheibenbremsen vorne, Trommelbremsen hinten, optional ABS (dann Scheibenbremsen auch hinten)                        | Scheibenbremsen vorne, Trommelbremsen hinten, optional ABS (dann Scheibenbremsen auch hinten)                        | Scheibenbremsen vorne, Trommelbremsen hinten, optional ABS (dann Scheibenbremsen auch hinten)                        | Scheibenbremsen vorne, Trommelbremsen hinten, optional ABS (dann Scheibenbremsen auch hinten)                        | Scheibenbremsen vorne, Trommelbremsen hinten, optional ABS (dann Scheibenbremsen auch hinten)                        | Scheibenbremsen vorne, Trommelbremsen hinten, optional ABS (dann Scheibenbremsen auch hinten)                        |
| Lenkung                         | Zahnstangenlenkung                                                                                                   | Zahnstangenlenkung                                                                                                   | Zahnstangenlenkung                                                                                                   | Zahnstangenlenkung                                                                                                   | Zahnstangenlenkung                                                                                                   | Zahnstangenlenkung                                                                                                   | Zahnstangenlenkung                                                                                                   |
| Karosserie                      | Stahlblech, selbsttragend                                                                                            | Stahlblech, selbsttragend                                                                                            | Stahlblech, selbsttragend                                                                                            | Stahlblech, selbsttragend                                                                                            | Stahlblech, selbsttragend                                                                                            | Stahlblech, selbsttragend                                                                                            | Stahlblech, selbsttragend                                                                                            |
| Spurweite vorn/hinten           | 1452–1480/1450–1488 mm                                                                                               | 1452–1480/1450–1488 mm                                                                                               | 1452–1480/1450–1488 mm                                                                                               | 1452–1480/1450–1488 mm                                                                                               | 1452–1480/1450–1488 mm                                                                                               | 1452–1480/1450–1488 mm                                                                                               | 1452–1480/1450–1488 mm                                                                                               |
| Radstand                        | 2608 mm (4×4: 2611 mm)                                                                                               | 2608 mm (4×4: 2611 mm)                                                                                               | 2608 mm (4×4: 2611 mm)                                                                                               | 2608 mm (4×4: 2611 mm)                                                                                               | 2608 mm (4×4: 2611 mm)                                                                                               | 2608 mm (4×4: 2611 mm)                                                                                               | 2608 mm (4×4: 2611 mm)                                                                                               |
| Länge                           | 4425–4522 mm | 4425–4522 mm | 4425–4522 mm | 4425–4522 mm | 4425–4522 mm | 4425–4522 mm | 4425–4522 mm |
| Leergewicht                     | 1000–1350 kg | 1000–1350 kg | 1000–1350 kg | 1000–1350 kg | 1000–1350 kg | 1000–1350 kg | 1000–1350 kg |
| Höchstgeschwindigkeit           | 170–180 km/h | 182–190 km/h | 198–207 km/h | 198–206 km/h | 155 km/h | 157 km/h | |
| 0–100 km/h                      | 12,5–14,5 s | 11–13 s | 9–9,5 s | 8,6–9,7 s | 19,6–20,3 s | 16,5 s | |
| Verbrauch (Liter/100 Kilometer) | 11,5 S | 12,0 S | 12,5–14,0 S | 10,8–11,7 S | 6,5 D | 6,3 D | |

## Bestand
Seit spätestens 2017 gelten alle Fahrzeuge der ersten Serie und seit 2023 auch der zweiten Serie des Sierra in Deutschland als Oldtimer. Im Alltag werden diese Fahrzeuge kaum noch bewegt und sind deshalb fast vollständig aus dem Straßenbild verschwunden.
Die wenig sportlichen und auch wenig exklusiven „Familienkutschen“ der Mittelklasse der 1980er und 1990er Jahre werden – trotz Oldtimerstatus – zu vergleichsweise moderaten Preisen gehandelt. Der XR4i mit 2,8-Liter-V6-Motor erzielt in gutem Zustand fünfstellige Preise. Höchstpreise werden für gut erhaltene oder restaurierte Cosworth-Modelle bezahlt, die in der ersten Serie in einer limitierten Stückzahl von 5000 Einheiten gebaut wurden. Den Höchstpreis erzielte 2023 ein Sierra RS500, einer auf 500 Einheiten limitierten Sonderserie des Cosworth, auf einer Auktion. Für das original erhaltene Fahrzeug wurden bei Silverstone Auctions 596.250 Pfund Sterling bezahlt (damals etwa 670.000 Euro). Der Höchstpreis für ein Fahrzeug dieser Art lag ein Jahr zuvor noch bei 132.750 Pfund Sterling.

## Der Sierra im Ausland

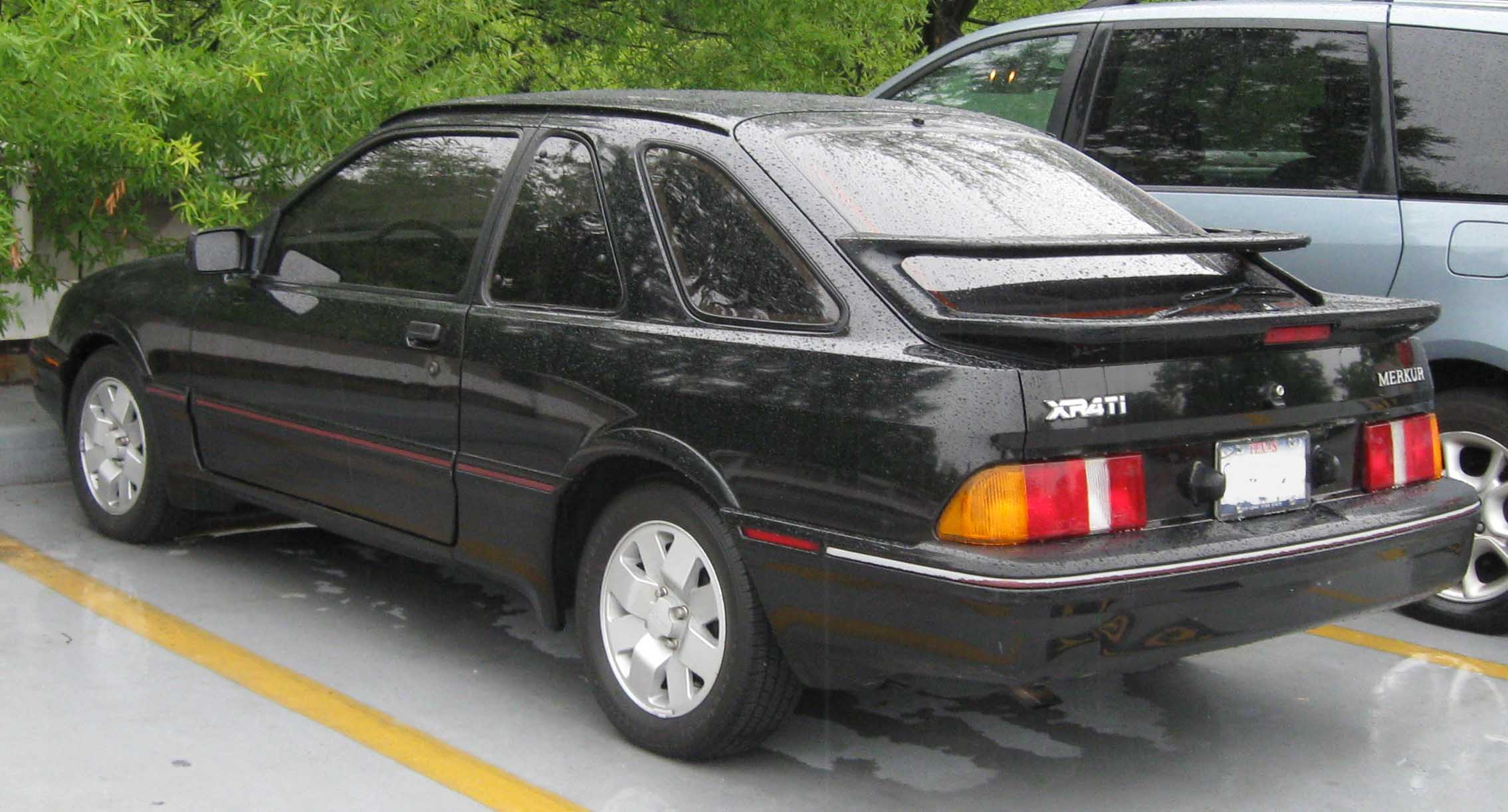
Merkur XR4Ti (1984–1989)

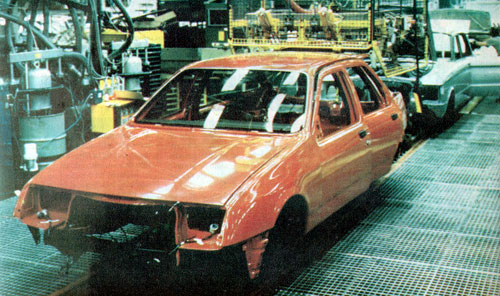
Ford Sierra-Fertigung

In Südafrika wurde der Sierra auch mit einem 5,0-Liter-V8-Motor als Sierra XR8 verkauft. Der Motor stammte aus dem Ford Mustang und entwickelte eine Leistung von 150 kW (204 PS) bei 4800/min und ein Drehmoment von 330 Nm bei 3400/min. Vom Sierra XR8 wurden lediglich 250 Stück ausschließlich im Jahre 1984 gebaut. Außerdem gab es einen XR6 mit 3-Liter-„Essex“-Motor, der auch in der weniger sportlichen Komfortversion 3.0 GLX sowie später als preiswerter 3.0 LX angeboten wurde.
Zwar war bei der Einführung im September 1982 die Modellpalette der europäischen Ford-Werke einheitlich, dennoch machte man für den britischen Markt Zugeständnisse. So gab es den Wagen dort nach der ersten Überarbeitung im Januar 1987 nicht mehr mit drei Türen und Schrägheck. Den Sierra Sapphire gab es mit Stufenheck und dem Kühlergrill, der bei den anderen Versionen im März 1990 eingeführt wurde. Bei dieser Überarbeitung entsprach der Sapphire wieder den deutschen Modellen, allerdings wurde bei Schrägheck- und Kombimodellen die alte Front beibehalten.
In Argentinien wurde der Sierra mit veränderten Stoßfängern bis 1993 verkauft. Dabei machte er das Facelift von 1987 nicht mit.
In die USA und nach Kanada wurde von Sommer 1984 bis Ende 1989 der ausschließlich dreitürige XR4i als Merkur XR4Ti exportiert und dort über Lincoln-Mercury-Händler vertrieben, so wie man es zuvor schon mit dem Capri praktiziert hatte. Hergestellt wurde der Merkur XR4Ti bei Karmann in Rheine. Er hatte einen turbogeladenen 2,3-Liter-Vierzylindermotor mit 208 PS (153 kW) und Fünfgang-Schaltgetriebe oder 170 PS (125 kW) mit einer 3-Stufen-Automatik, den es in den USA unter anderem auch im Mustang und Thunderbird gab.
Zusätzlich gab es von Mai 1987 bis Sommer 1990 einen Merkur Scorpio mit dem 108 kW (147 PS) starken 2,9-Liter-V6, der aber auf dem US-Markt schlechte Aufnahme fand.
Insgesamt wurden in Nordamerika 64.238 Merkur verkauft, davon entfielen etwa 90 % auf den XR4Ti.